# Pikverija
Pikverija (lat. Piqueria), biljni rod iz porodice glavočika dio podtribusa Piqueriinae. Opisan je 1794. godine

## Opis
Piqueria je mali rod jednogodišnjih i višegodišnjih biljaka koje se nalaze u Meksiku, a jedna vrsta raste u Srednjoj Americi i Karibima. Karakteriziraju ga male glavice s 3-4 lista i cvjetića, nedostatak dodataka prašnika i 4-5 rebrastih cipsela koje su gole i bey papusa. Ranije se korov P. trinervia koristio kao ukrasno rezano cvijeće i trgovao pod nazivom "Cvjećarska stevija".

## Vrste
1. Piqueria glandulosa B.L.Turner
2. Piqueria laxiflora B.L.Rob. & Seaton
3. Piqueria pilosa Kunth
4. Piqueria serrata A.Gray
5. Piqueria triflora Hemsl.
6. Piqueria trinervia Cav.

## Sinonimi
Nema.